# Jaime Silva (futbolista)
Jaime Silva (Bogotá, Cundinamarca, Colombia; 10 de octubre de 1936 - Tarragona, España; 25 de abril de 2003) fue un futbolista y director técnico colombiano. Silva se desempeñó como volante y jugó en Independiente Santa Fe, el Deportivo Cali, Unión Magdalena, Deportes Quindío y en el Deportes Tolima. Es considerado uno de los mejores de mejores jugadores de la historia de Independiente Santa Fe, club del cual se consideraba hincha, y con el que fue figura e ídolo, ya que ganó  títulos en el Fútbol Profesional Colombiano; en 1958, y en 1960. Además, jugó con la Selección Colombia en la Copa Mundial de Fútbol de 1962 en Chile. Además, su primo Hernando "Mono" Silva fue futbolista profesional y jugó en Santa Fe y en varios equipos del fútbol de Venezuela.

## Trayectoria

### Inicios
Jaime Hernando Silva nació en la ciudad de Bogotá, la capital de Colombia. Allí, empezó a jugar fútbol en el parque el Olaya, donde se jugaban los octagonales de Fútbol en Bogotá, y posteriormente entró a las divisiones inferiores de Independiente Santa Fe. En las inferiores del equipo cardenal, tuvo muy buenos partidos; por lo que subió a la nómina profesional. 

### Independiente Santa Fe
Tras jugar en las divisiones inferiores por varios años, en el año 1954 el bogotano debutó como profesional. Desde su debut, mostró sus condiciones, y en sus primeros 2 años (1954-1955) jugó algunos partidos. En 1956, fue cuando Silva se consolida en la titular del equipo albirrojo. Dos años después en 1958, Jaime ganó su primer título como profesional, cuando Independiente Santa Fe ganó su segundo campeonato. Ese año, fue muy bueno para el nacido en Bogotá, ya que fue importante para el equipo, teniendo varios partidos destacados. En 1960, Silva gana su segundo título como profesional, siendo una de las figuras dentro de la nómina de Santa Fe que tenía grandes jugadores como a los colombianos Carlos Rodríguez, Carlos "Copetín" Aponte, Hernando "Mono" Tovar y Héctor "Zipa" González y a los argentinos Osvaldo Panzutto y Alberto Perazzo. Sus grandes partidos jugados, le valieron ser considerado uno de los mejores volantes del Fútbol Profesional Colombiano. Un año después en 1961, el cuadro albirrojo de Bogotá jugó la Copa Libertadores de América y llegó hasta las semifinales. Entre los mejores jugadores del equipo en el torneo extranjero, estuvo Silva. En los años siguientes, Santa Fe tuvo temporadas buenas y malas, teniendo siempre entre sus figuras a Jaime Hernando. A finales de 1965, Jaime Silva deja a su amado Santa Fe, y tras ser 2 veces campeón, ser figura, ídolo y haber jugado 222 partidos y anotar 30 goles. Así, se fue uno de los mejores jugadores del equipo bogotano en las décadas de 1950 y 1960.

### Deportivo Cali y Unión Magdalena
Tras una exitosa etapa en Independiente Santa Fe; el bogotano se fue a jugar al Deportivo Cali. En el equipo azucarero, jugó algunos partidos, por lo que se fue al Unión Magdalena. 
En 1966, tras ser campeón, figura e ídolo en Independiente Santa Fe; el bogotano se fue a jugar al Unión Magdalena. En el equipo samario, tuvo buenos partidos. En el Unión, tuvo más oportunidades y jugó buenos partidos. 

### Deportes Tolima y Deportes Quindío
Luego de jugar en el Unión Magdalena, Jaime se fue a jugar al Deportes Tolima, donde fue titular y tuvo buenos partidos; logrando ser un jugador destacado. Después, se fue a jugar al Deportes Quindío, donde se retiró del fútbol profesional luego de una gran carrera. 

### Selección Colombia
Gracias a sus muy buenos partidos con la camiseta de Independiente Santa Fe, Silva fue convocado para jugar con la Selección Colombia, dirigido por Efraín Sánchez conocido como él Caiman Sanchez . Con la selección, jugó las Eliminatorias al Mundial de 1958, las Eliminatorias al Mundial de 1962, ayudando a su equipo a clasificar. Además, tuvo el honor de hacer parte de la primera nómina mundialista de Colombia junto a sus compañeros Carlos "Copetín" Aponte, Héctor "Zipa" González, y Hernando "Mono" Tovar; ya que fue convocado para la Copa Mundial de Fútbol de 1962, donde jugó un partido contra la Selección de Uruguay. Además, el bogotano jugó la Copa América en 1963.

### Carrera como entrenador
Jaime Silva, también fue técnico, y dirigió a su amado Santa Fe en 2 oportunidades. La primera fue en 1971, cuándo dirigió al equipo profesional en algunos partidos, consiguiendo buenos resultados. Sin embargo, duró poco ya que su reemplazante, el yugoslavo Vladimir Popović se hizo cargo del equipo, que a la postre fue campeón y ganó el quinto título de su historia. Su segunda etapa a cargo del equipo albirrojo, fue en el año 1986, y también al Cúcuta Deportivo. Además, fue entrenador de la Selección Colombia Juvenil en el Sudamericano de 1983.

## El fútbol en su familia
Jaime Hernando hijo de Gusatavo Silva, no fue el único futbolista en su familia; ya que su primo Hernando "Mono" Silva fue futbolista profesional y jugó en Independiente Santa Fe, y en equipos del fútbol de Venezuela. 

## Cualidades
Jaime Hernando Silva, se destacó por ser un jugador con técnica, buena marca y temperamento; lo que lo hacían bueno tanto en defensa como en el ataque. Además, el bogotano tenía un gran sentido de pertenencia. 

## Muerte
Jaime Hernando Silva murió el 25 de abril de 2003 en la ciudad de Tarragona, en España. Murió debido a un infarto a los 67 años de edad.

## Clubes
| Club                        | País     | Año       |
| --------------------------- | -------- | --------- |
| Club Independiente Santa Fe | Colombia | 1954-1965 |
| Unión Magdalena             | Colombia | N.S. N.R. |
| Deportivo Cali              | Colombia | N.S. N.R. |
| Deportes Tolima             | Colombia | N.S. N.R. |
| Deportes Quindío            | Colombia | N.S. N.R. |

## Palmarés

### Campeonatos nacionales
| Título           | Club     | País     | Año  |
| ---------------- | -------- | -------- | ---- |
| Primera División | Santa Fe | Colombia | 1958 |
| Primera División | Santa Fe | Colombia | 1960 |

## Selecciones nacionales
| Selección          | Torneo (s)                  | Año         |
| ------------------ | --------------------------- | ----------- |
| Selección Colombia | Copa Mundial y Copa América | 1962 y 1963 |